# Hyundai ix20
Hyundai ix20 je osobní automobil vyráběný v České republice jihokorejskou automobilkou Hyundai. V roce 2013 se stal nejprodávanějším vozidlem segmentu MPV a také patřil mezi 10 nejprodávanějších vozidel celého trhu ČR. Spolu se svým sesterským modelem Kia Venga je postavený na podvozkové platformě, která vychází z dříve uvedeného modelu Kia Soul.

## Charakteristika

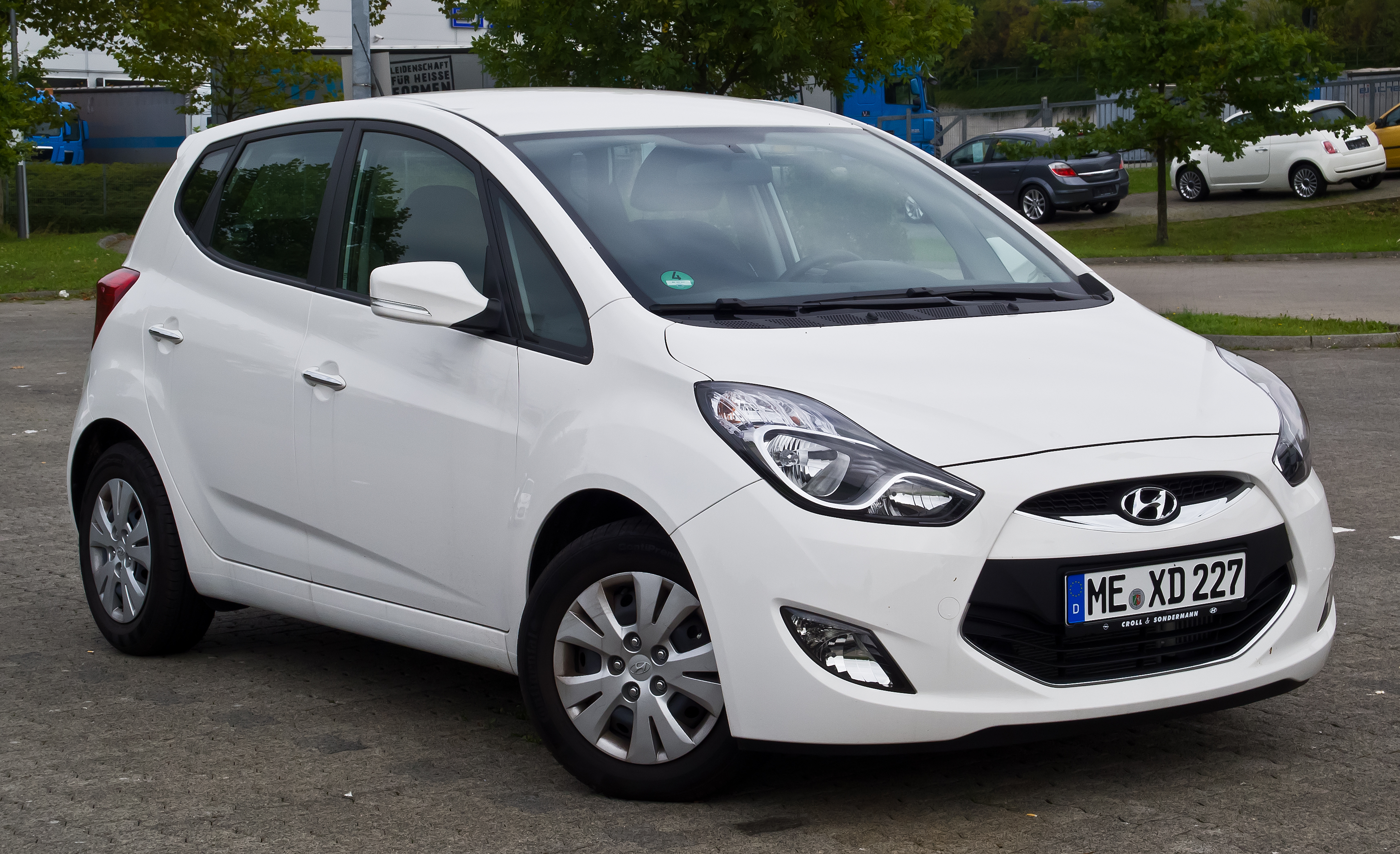
ix20 čelní pohled

Hyundai ix20 je pětimístný vůz typu MPV. Má pro tento segment charakteristický velký rozvor náprav 2615 mm (pro srovnání Škoda Fabia 2462 mm, Škoda Octavia II 2578 mm) a vyšší stavbu karoserie (výška 1600 mm). Šířka vozu je 1765 mm. Největším konkurentem v rámci segmentu je tuzemská Škoda Roomster.

Pro MPV typické variability vnitřního prostoru je dosaženo např. pomocí posuvných zadních lavic (obě lavice lze posouvat nezávisle), které mají nastavitelný sklon opěradel. V zavazadlovém prostoru je dvojité dno, kterým lze měnit hloubku zavazadelníku. V závislosti na nastavení zadních sedadel má zavazadlový prostor objem od 450 l (sedadla vzadu) až po 570 l (sedadla zcela vpředu).
Podvozkovou platformou je Hyundai ix20 shodná se sesterským modelem Kia Venga, která vycházela z modelu Kia Soul.
Přední náprava je typu McPherson, zadní náprava je tuhá se stabilizátorem. Brzdy jsou na přední i zadní nápravě kotoučové, přední navíc s vnitřním chlazením.

Vůz je od roku 2010 vyráběn v ČR ve výrobním závodě Hyundai Motor Manufacturing Czech

## Motory
Vůz je nabízen s dvojicí zážehových a trojicí vznětových motorů. Všechny agregáty splňují emisní normu EURO 5 a lze je kombinovat se systémem IGS. Benzinové motory mají proměnlivé časování ventilů CVVT a 4 ventily na válec. Pohon vačkové hřídele obstarává bezúdržbový rozvodový řetěz. Vstřikování benzínu je vícebodové MPI. Vznětové motory využívají technologii vysokotlakého vstřikování paliva systémem Common rail.
| Hyundai ix20 – technické údaje |                |                |                   |                       |                       |                |
| ------------------------------ | -------------- | -------------- | ----------------- | --------------------- | --------------------- | -------------- |
| Motor                          | 1,4 DOHC CVVT  | 1,6 DOHC CVVT  | 1,6 DOHC CVVT     | 1,4 CRDI DOHC (57 kW) | 1,4 CRDI DOHC (66 kW) | 1,6 CRDI DOHC  |
| Počet ventilů                  | 16             | 16             | 16                | 16                    | 16                    | 16             |
| Převodovka                     | 5 st. manuální | 6 st. manuální | 4 st. automatická | 6 st. manuální        | 6 st. manuální        | 6 st. manuální |
| Palivo                         | Benzin         | Benzin         | Benzin            | Diesel (nafta)        | Diesel (nafta)        | Diesel (nafta) |
| Objem motoru                   | 1396 cm³       | 1591 cm³       | 1591 cm³          | 1396 cm³              | 1396 cm³              | 1582 cm³       |
| Výkon                          | 66 kW          | 92 kW          | 92 kW             | 57 kW                 | 66 kW                 | 94 kW          |
| Kroutící moment                | 137 Nm         | 156 Nm         | 156 Nm            | 220 Nm                | 220 Nm                | 260 Nm         |
| Max. rychlost                  | 167 km/h       | 184 km/h       | 178 km/h          | 160 km/h              | 167 km/h              | 185 km/h       |
| Zrychlení 0–100                | 12,9 s         | 10,9 s         | 11 s              | 15,5 s                | 14,5 s                | 11,2 s         |
| Kombinovaná spotřeba           | 6 l/100 km     | 6,4 l/100 km   | 6,6 l/100 km      | 4,5 l/100 km          | 4,5 l/100 km          | 4,7 l/100 km   |

## Bezpečnost
Hyundai ix20 má v základní výbavě 6 airbagů (čelní, boční, hlavové), aktivní opěrky hlavy, dále také systémy ABS i ESP. Dle nárazových testů EuroNCAP dosáhl vůz na maximální hodnocení bezpečnosti (5 hvězdiček).
Organizace EuroNCAP ix20 zmiňuje také ve své výroční zprávě, kde ho uvádí mezi nejbezpečnější vozy testované během celého roku 2011.

## Ceník
| Hyundai ix20 - ceník |               |               |                       |                       |               |
| -------------------- | ------------- | ------------- | --------------------- | --------------------- | ------------- |
| Motor                | 1,4 DOHC CVVT | 1,6 DOHC CVVT | 1,4 CRDI DOHC (57 kW) | 1,4 CRDI DOHC (66 kW) | 1,6 CRDI DOHC |
| Výbava Start         | 269 990 Kč    | -             | 309 990 Kč            | -                     | -             |
| Výbava Trikolor      | 284 990 Kč    | 304 990 Kč    | 324 990 Kč            | 339 990 Kč            | 359 990 Kč    |